# 前みち子
前 みち子（まえ みちこ、1951年 - ）は、日本の社会学者。専門は文化論とジェンダー研究で、主に日独比較ジェンダー研究、ジェンダーと異文化間問題、トランスカルチャー研究とジェンダー、日本の近代化過程における公共圏問題と文化アイデンティティーのジェンダー分析等の分野について研究を進め、日本語とドイツ語による多数の論考を発表している。石川県出身。

## 略歴
- 1973年 - 金沢大学法文学部文学科卒業[1]
- 1975年 - 同大大学院 修士課程修了。大学院修了後渡独。
- 1984年 - マールブルグ大学日本語研究センター講師
- 1985年 - ザールラント州立大学にて博士号取得（最優秀博士号論文）
- 1993年 - 公募によりデュッセルドルフ大学 教授に就任
- 1995年 - デュッセルドルフ大学副学長(～2001年)
- 1999年 - デュッセルドルフ大学東アジア研究所所長

## 著書
- 『ドイツの見えない壁――女が問い直す統一』岩波書店［岩波新書］、1993年（上野千鶴子・田中美由紀との共著）

## 表彰
- 平成28年度外務大臣表彰[2]